# Bolton Wanderers Football Club
El Bolton Wanderers es un club de fútbol de Inglaterra, de la ciudad de Bolton en el Gran Mánchester. Fue fundado en 1874 adoptó su nombre actual en 1877 y fue miembro fundador de la Football League en 1888. Bolton ganó la FA Cup tres veces en la década de 1920, y obtuvo su cuarto título en 1958.
A partir de 2015, Bolton atravesó graves dificultades financieras y entró en administración (al no poder pagar las deudas pendientes) en mayo de 2019. Ante una posible expulsión de EFL y una probable extinción, el club fue adquirido por nuevos propietarios el 28 de agosto de 2019.

## Historia

### Primeros pasos (1877-1929)
Bolton Wanderers FC fue fundado en 1874 con el nombre de Christ Church FC. Fue uno de los 12 equipos que participaron por primera vez en el campeonato de liga inglesa. En 1894 el Bolton llegó a la final de la FA Cup por primera vez, pero perdió 4-1 ante el Notts County en Goodison Park. Una década después volvieron a la final por segunda vez, perdiendo 1-0 contra su rival local, el Manchester City, en el Crystal Palace el 23 de abril de 1904.
El 28 de abril de 1923, Bolton ganó su primer gran trofeo en su tercera final, derrotando al West Ham United por 2-0 en la primera final de la FA Cup en Wembley.

### Período de altibajos
El club pasó una temporada en la Cuarta División en 1987–88, antes de recuperar el estatus de máxima categoría en 1995 y clasificarse para la Copa de la UEFA dos veces; alcanzando los últimos 32 en 2005-06 y los últimos 16 en 2007-08.
El 17 de marzo de 2012 durante el partido contra el Tottenham en el minuto 41 el futbolista anglo-congoleño Fabrice Muamba se desploma a causa de un paro cardíaco. El partido fue suspendido.
El 13 de mayo de 2012, Bolton fue relegado a la Segunda División por un punto en el último día de la temporada después de empatar 2-2 con Stoke City. 

### Descenso y crisis financiera (2018-2019)
Al término de la temporada 2018-19 de la EFL Championship el Bolton descendió a la League One y enfrentó una gran crisis financiera.
Su crítica administración, llevó al club a comenzar la temporada 2019-20 con la entidad a la venta, con reducción de puntos, multas por parte de la EFL y un plantel de mayoría canteranos. Luego del mes de agosto, donde sufrieron duras derrotas en la tercera división, incluidas algunas goleadas en contra en las que recibió hasta cinco goles, la EFL dio un plazo hasta el 12 de septiembre de 2019 para que el club demostrara solvencia económica.
Esto fue histórico para el Bolton, ya que tuvo que alinear el equipo más joven desde su fundación, debido a los problemas contractuales que tenía con los jugadores profesionales del plantel. Sucedió en el partido contra el Coventry City, en el cual la edad promedio entre los once juveniles titulares fue de 19 años, que a su vez se destacaron por empatar 0-0 y rescatar un punto.

### Nueva administración (2019-presente)
El 28 de agosto de 2019 el club anunció su venta al Football Ventures (Whites), con el objetivo de recuperar la institución a nivel económico y financiero, y de esta forma evitó ser expulsado de la liga.
El 31 de agosto, el club anunció a Keith Hill como nuevo entrenador del equipo. En su llegada, el entrenador alabó el coraje de los jugadores jóvenes del plantel por afrontar los primeros encuentros de la temporada.
Por este motivo fichó nuevos jugadores antes del 2 de septiembre, fecha de finalización del período de transferencias.
En la temporada 2020-21, Bolton asciende a la tercera división de Inglaterra, la English League One, tras finalizar 3° en la English Football League Two 2020-21.
En 2023 ganaron el EFL Trophy tras derrotar 4-0 a Plymouth Argyle.

## Uniforme
- Uniforme titular: Camiseta blanca, pantalón azul y medias blancas.
- Uniforme alternativo: Camiseta, pantalón y medias azules.

## Proveedores y Patrocinadores de la Indumentaria
| Periodo   | Marca       | patrocinador                    |
| --------- | ----------- | ------------------------------- |
| 1974–1975 | Unknown     | ninguno                         |
| 1975      | Bukta       | ninguno                         |
| 1976–1977 | Admiral     | ninguno                         |
| 1977–1980 | Umbro       | ninguno                         |
| 1980–1981 | Umbro       | Knight Security                 |
| 1981–1982 | Umbro       | Bolton Evening News             |
| 1982–1983 | Umbro       | TSB                             |
| 1983–1986 | Umbro       | HB Electronics                  |
| 1986–1988 | Umbro       | Normid Superstore               |
| 1988–1990 | Matchwinner | Normid Superstore               |
| 1990–1993 | Matchwinner | Reebok                          |
| 1993–2009 | Reebok      | Reebok                          |
| 2009–2012 | Reebok      | 188BET                          |
| 2012–2013 | Adidas      | 188BET                          |
| 2013–2014 | Adidas      | FibrLec                         |
| 2014–2015 | Macron      | FibrLec                         |
| 2015–2016 | Macron      | ROK Mobile University of Bolton |
| 2016–2017 | Macron      | Spin and Win                    |
| 2017–2019 | Macron      | Betfred                         |
| 2019      | Hummel      | Ninguno                         |
| 2019–2022 | Macron      | Home Bargains                   |
| 2022–     | Macron      | ServiceMyCar.com                |

## Estadio
El Toughsheet Community Stadium (anteriormente conocido como Macron Stadium, Reebok Stadium y University of Bolton Stadium), con capacidad para 28 723 espectadores, es la sede de los partidos como local del Bolton Wanderers desde 1997. Su antiguo estadio era el Burnden Park.
El primer partido oficial en el nuevo estadio fue contra el Tottenham Hotspur en septiembre de 1997.

## Jugadores

### Dorsales retirados
- 6   Fabrice Muamba

## Entrenadores
| Año           | Nombre            |
| ------------- | ----------------- |
| 1874–1885     | Tom Rawthorne     |
| 1885–1886     | John Bentley      |
| 1886–1887     | William Struthers |
| 1887          | Fitzroy Norris    |
| 1887–1895     | John Bentley      |
| 1895          | Harry Downs       |
| 1896–1898     | Frank Brettell    |
| 1898–1910     | John Somerville   |
| 1910–1915     | Will Settle       |
| 1915–1919     | Tom Mather        |
| 1919–1944     | Charles Foweraker |
| 1945–1950     | Walter Rowley     |
| 1951–1968     | Bill Ridding      |
| 1968–1970     | Nat Lofthouse     |
| 1970          | Jimmy McIlroy     |
| 1970          | Jimmy Meadows     |
| 1971          | Nat Lofthouse     |
| 1971–1974     | Jimmy Armfield    |
| 1974–1980     | Ian Greaves       |
| 1980–1981     | Stan Anderson     |
| 1981–1982     | George Mulhall    |
| 1982–1985     | John McGovern     |
| 1985          | Charlie Wright    |
| 1985–1992     | Phil Neal         |
| 1992–1995     | Bruce Rioch       |
| 1995–1996     | Roy McFarland     |
| 1996–1999     | Colin Todd        |
| 1999–2007     | Sam Allardyce     |
| 2007          | Sammy Lee         |
| 2007–2009     | Gary Megson       |
| 2010–12       | Owen Coyle        |
| 2012-14       | Dougie Freedman   |
| 2014-2016     | Neil Lennon       |
| 2016-2019     | Phil Parkinson    |
| 2019-presente | Keith Hill        |

## Palmarés

### Torneos nacionales (5)
| Competiciones nacionales      | Títulos                             | Subcampeonatos                      |
| ----------------------------- | ----------------------------------- | ----------------------------------- |
| FA Cup (4/3)                  | 1922-23, 1925-26, 1928-29, 1957-58. | 1893-94, 1903-04, 1952-53.          |
| Copa de la Liga (0/2)         |                                     | 1994-95, 2003-04.                   |
| Community Shield (1/0)        | 1958.                               |                                     |
|                               |                                     |                                     |
| Segunda División (3/4)        | 1908-09, 1977-78, 1996-97.          | 1899-00, 1904-05, 1910-11, 1934-35. |
| Tercera División (1/2)        | 1972-73.                            | 1992-93, 2016-17.                   |
| EFL Trophy (2/1)              | 1988-89, 2022-23.                   | 1985-86.                            |
| Football League War Cup (1/0) | 1945.                               |                                     |

## Rivalidades
Su máximo rival es el Wycombe Wanderers. También mantiene, en menor medida 
viejas rivalidades contra Preston North End y Blackburn Rovers.